# Гигантский ворон
Гига́нтский во́рон (лат. Corvus fuscicapillus) — вид птиц из рода во́ронов.

## Описание
Размером гигантский ворон 53—58 см в длину. Оперение фиолетово-чёрное с небольшим блеском. Грудь и брюхо коричнево-чёрные. Перья на голове и туловище имеют белое основание. Ноги чёрные. Клюв крупный и изогнутый, расположен довольно высоко, у самцов — чёрный, у самок — красновато-оранжевый с коричневым кончиком, а у подростков цвет клюва бледнее чем у самок. Радужка глаза голубая.

## Среда обитания
Средой обитания гигантского ворона являются субтропики и тропики.
Первоначально гигантский ворон населял леса, но теперь его можно встретить и в мангровых зарослях, а иногда и в молодых лесах, но он никогда не селится в открытых местах и на морских или отдалённых островах. Встречается в низинах и на холмах высотой до 500 м.

## Распространение
Гигантский ворон — эндемик Индонезии, где небольшие разрозненные поселения гигантских воронов распространены по большой территории, что связано с неизвестными науке особенностями в выборе места обитания. Гигантский ворон широко распространён в нижнем притоке реки Мамберамо (Mamberamo) и Нимбокранг (Nimbokrang) (вблизи Джаяпура), в северной части Папуа, островах Западного Папуа - Вайгео (Waigeo) и Гемьен (Gemien), и островах Ару (на первом, четвёртом, пятом и шестом).

## Сохранение вида
Некоторые леса находятся под угрозой вырубки. Часть лесов охраняется государством, но существует необходимость поставить под защиту больше ареалов, подходящих для проживания гигантского ворона. Для этого проводятся исследования с целью точно установить тенденции упадка популяции и темпы потери мест обитания.